# Astrofytum
Astrofytum (Astrophytum) je rod severoamerických kulovitých až krátce sloupovitých kaktusů. Astrofyta jsou svým výrazným geometrickým tvarem a často bělostným vzhledem nezaměnitelné a velmi populární rostliny. Jsou to dlouhověké rostliny, odhad pro A. ornatum činí až 200 let růstu. Někteří taxonomové do rodu ještě řadí vzhledově zcela odlišný druh Digitostigma caput-medusae.

## Výskyt
Naleziště astrofyt jsou ve východním a severovýchodním Mexiku ve státech Coahuila, Sant Luis Potosí, Nuevo Leone, Mexico, Tamaulipas a v Texasu. Zde rostou v roklích a údolích západních svahů Sierra Madre Oriental a v přilehlých oblastech Centrální náhorní plošiny. Pás nalezišť začíná severně od Ciudad de Mexico a táhne se až k hranicím s USA. Astrofyta rostou v náplavech a v puklinách vápencových zvětralých hornin, případně v jílech a spraších. Menší druhy obsazují místa přistíněná křovinou vegetací. Občas rostou v řadě podél mravenčích cestiček z mravenci poztrácených semen. Velké A. ornatum obsazuje i exponovaná místa na skalních výchozech, svazích a lavicích. S výškou až 2 m je významným krajinným prvkem. Vystupuje až do 3000 m n. m.
Jednotlivé taxony rostou na oddělených nalezištích, avšak společně se zástupci ostatních rodů kaktusů, sukulentů a xerofytní vegetace jako jsou agáve, noliny, březule, hechtie, dávivce, akácie apod.
Zcela odděleně od ostatních horských astrofyt roste A. asterias na nízkých pahorcích ve státě Tamaulipas na severovýchodě Mexika. Zde obsazuje náplavy z oblázků a rozpadlých hornin pod akáciemi v nízkých lesích. Několik lokalit zasahuje až do Texasu. Oblast je celoročně teplá s úhrnem srážek nad 700 mm/rok. Je dobře zemědělsky využitelná, proto je ohrožena celková existence lokalit.
Všechny druhy se považují za vápnomilné.

## Popis
Soliterní, kulovité nebo krátce sloupovité rostliny. Stonek je rozdělen do výrazných žeber. Epidermis bývá různě hustě pokryta bílými vločkami. Jsou to chomáče chlupů, vyrůstajících z drobných jamek v pokožce. Slouží k ochraně před sluncem a zachytávání vlhkosti. Holé formy bez vloček se označují jako nudální. Astrofyta mohou a nemusí mít trny. Poupata, květní trubka a plody jsou pokryty chlupy. Květy jsou trychtýřovité, nahoře široce rozevřené, 3 až 10 cm široké. Jsou čistě žluté nebo žluté s červeným jícnem. Semena mají unikátní tvar. Připomínají keramickou misku se silným okrajem překrytou fólií. Vzduchová komůrka slouží k šíření semen plavením při přívalových deštích. Kořeny jsou silné, drátovité.

## Druhy
Zdánlivě přehledný a prostudovaný rod byl, díky své atraktivitě, doslova přesycen podřazenými taxony, jejichž postavení bývá odborníky velmi rozdílně hodnoceno. Za základní taxony jsou považovány tyto druhy:

### A. asterias
Nejmenší beztrné astrofytum. Ploše kulovité tělo je rozděleno do 8 velmi plochých žeber. Jejich středem prochází řada výrazných areol. Květ žlutý s červeným jícnem. Nemá tvarové odchylky.
Pro svůj tvar je často rodičem hybridů a kultivarů.

### A. myriostigma
Známé také jako biskupská čepice. Středně velké beztrné rostliny. Nejčastější počet žeber je pět. Květy převážně čistě žluté. Sloupovitě rostou taxony  A. columnare a A. tulense, čtyřžeberné je  A. quadricostatum, vícežeberné pěkně zaoblené je A. strongylogonum, bez vloček je A. nudum. A. coahuilense má nejhustší vločkování a fialově červený jícen květu.

### A. coahuilense
Má také podobu biskupské čepice jako A. myriostigma. Menší beztrné pětižeberné rostliny mají nejhustší vločkování ze všech přírodních astrofyt. Větší žluté květy s červeným jícnem jsou téměř shodné s květy A. capricorne. Roste na lokalitách vzdálených od nalezišť A. myriostigma více než 300 km a v kultuře se s ním nedá zkřížit.

### A. capricorne
Kulovité až krátce sloupovité rostliny s variabilním vločkováním a pokroucenými trny různých barev, šedé, žluté, hnědavé, černé. Nejčastější počet žeber je osm. Květ převážně žlutý s červeným jícnem. Capricorne má ploché pružné trny, senile má velmi husté trny, připomíná chomáč uschlé trávy, niveum má nejbělejší vločkování a tuhé trny.

### A. ornatum
Je největší, dosahuje běžně výšky přes 1 m, vzácně až 2 m při průměru okolo 30 cm. Počet žeber je nejčastěji 8, ale může být až 13. Trny jsou tuhé, nejčastěji žluté, nebo také šedavé, hnědé. Vločkování má různou hustotu a tvar, může se měnit s věkem i na jedné rostlině. Květ je žlutý. Rostliny varírují v barvě otrnění a vločkování napříč populacemi, variety proto dnes nejsou uznávány.

### A. caput-medusae
Nečekaný objev zajímavého kaktusu se stonkem rozčleněným do dlouhých tenkých tuberkulí s květy podobnými květům A. capricorne v roce 2001 vedl k popisu nového taxonu Digitostigma caput-medusae. Krátce nato byl taxon překombinován do rodu Astrophytum subg. Stigmatodactylus.

### Hybridy
Nejčastěji pěstované hybridy, které jsou v kultuře odolnější než přírodní druhy:
- A. myriostigma × ornatum
- A. capricorne × asterias
- A. senile × asterias
- A. coahuilense × asterias

## Galerie

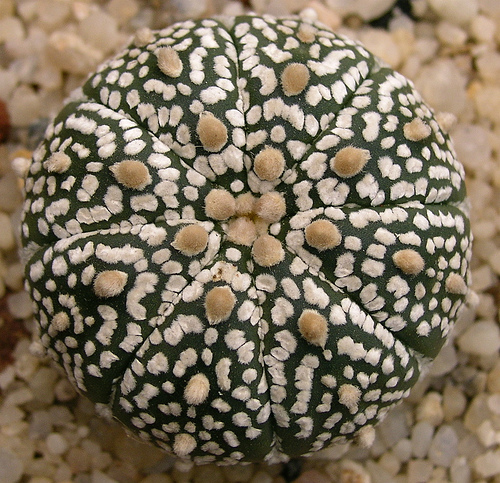
Astrophytum asterias cv. Superkabuto  Japonský kultivar.
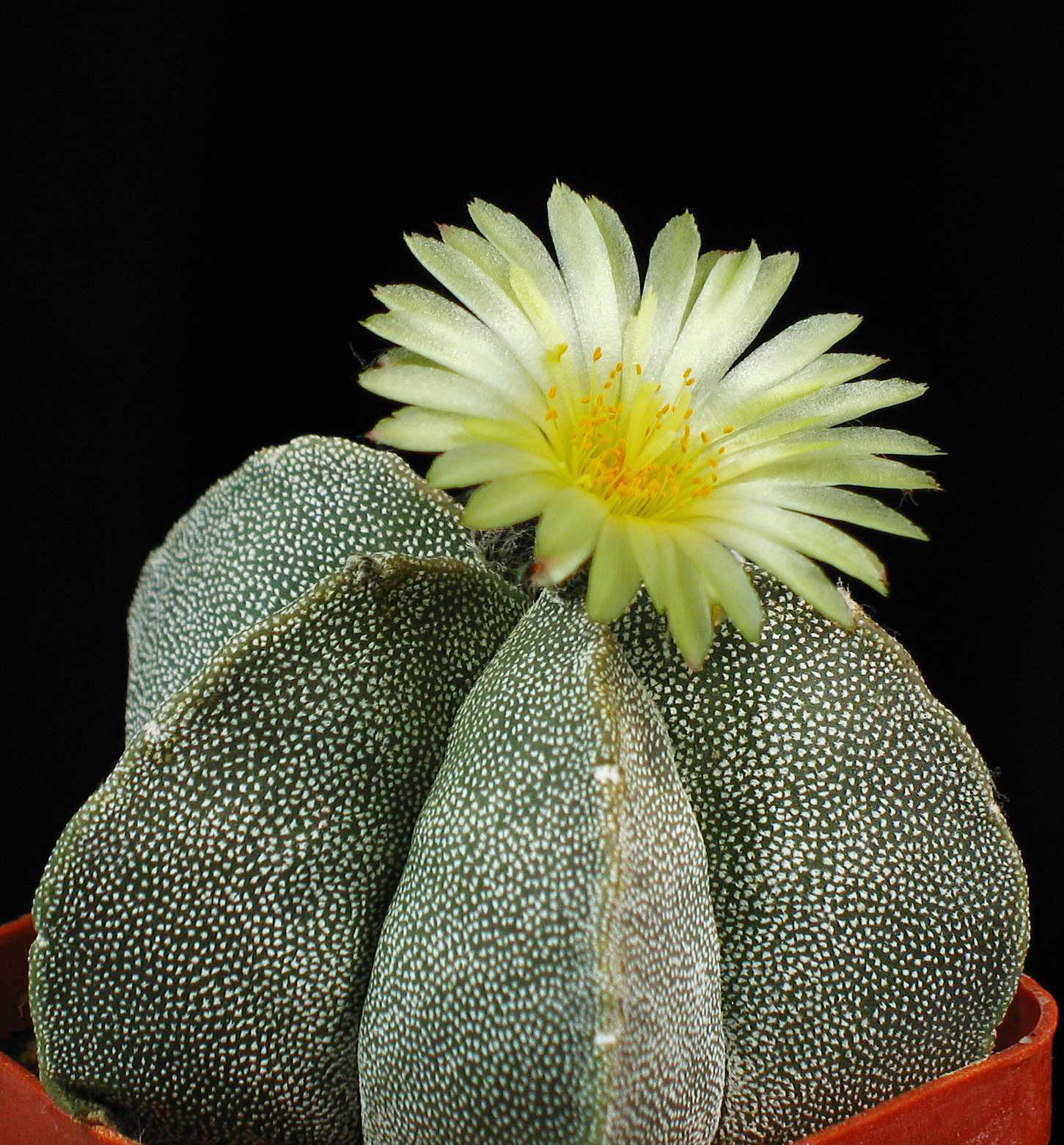
Astrophytum myriostigma  Mladá rostlina, typová forma.
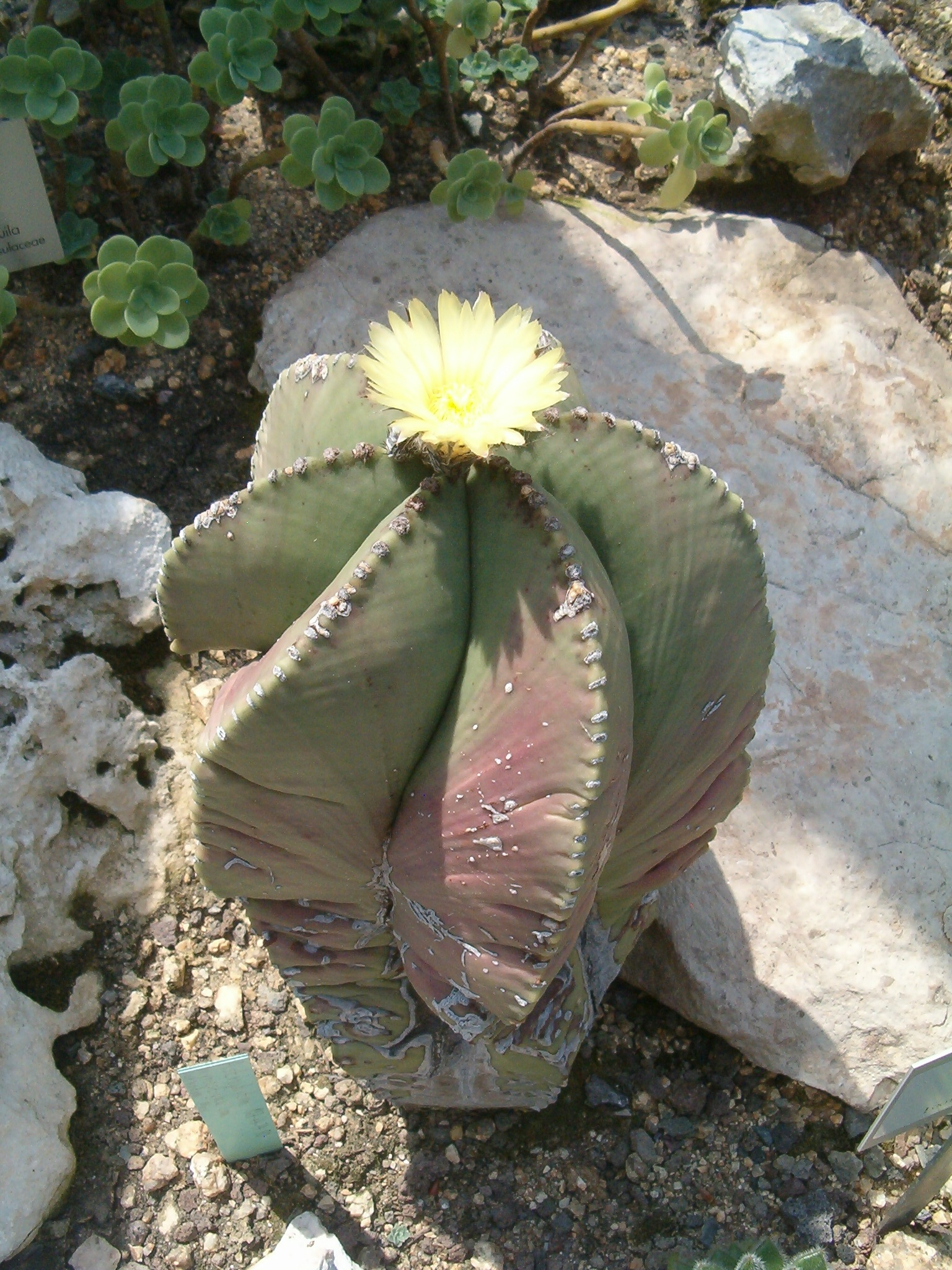
Astrophytum myriostigma f. nudum  Vyspělá rostlina.
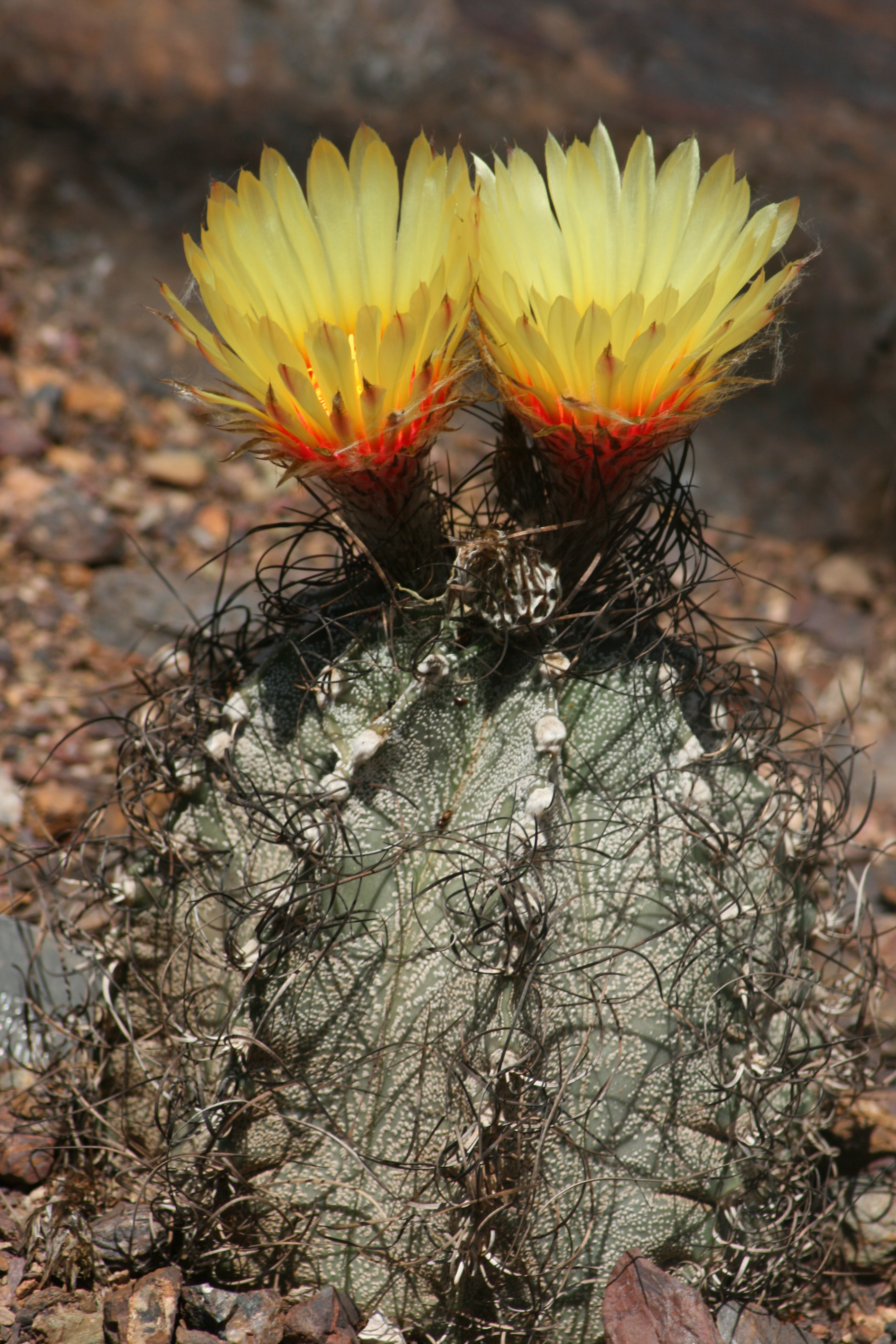
Astrophytum capricorne  Vyspělá rostlina, typová forma.
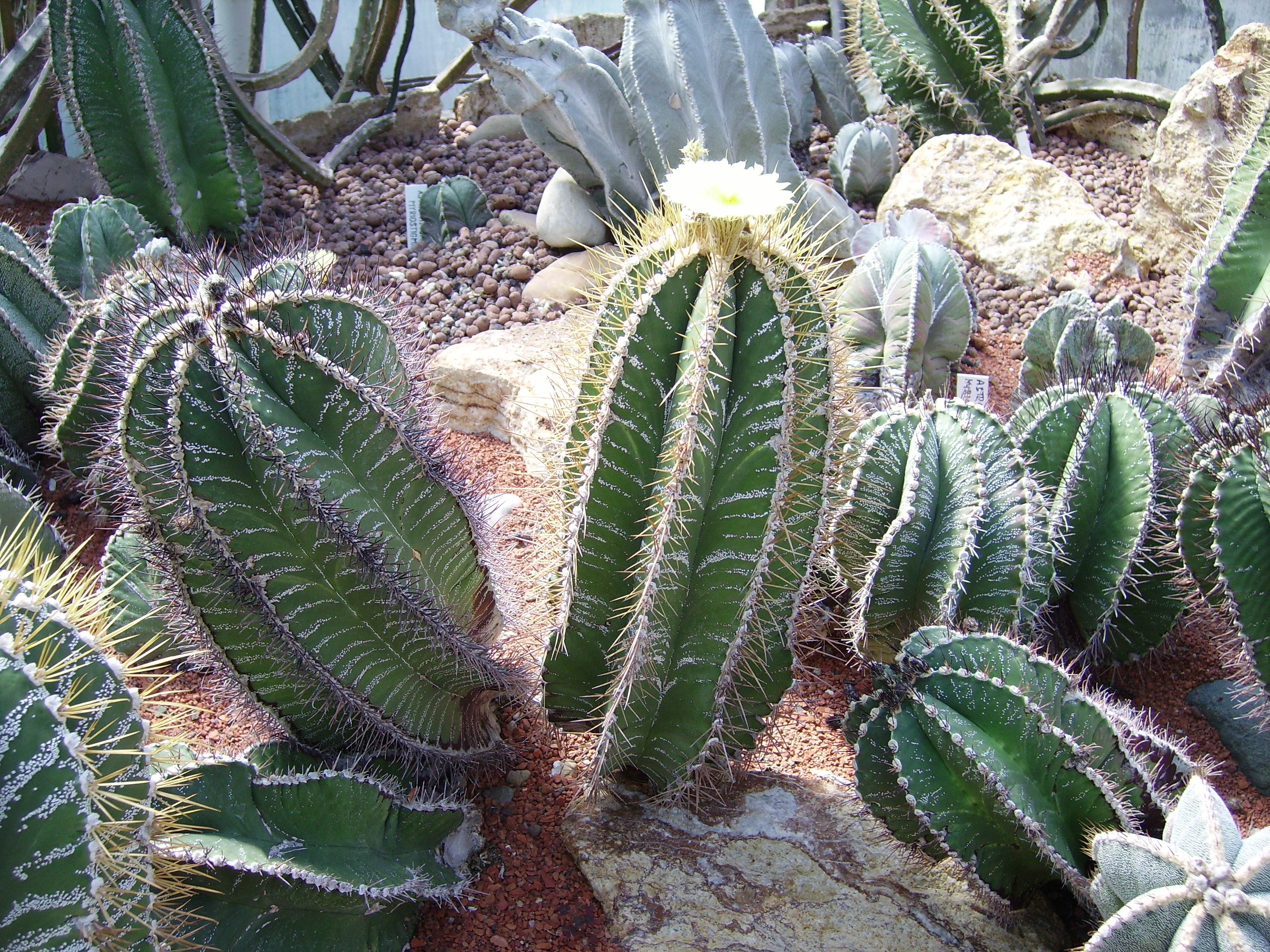
Astrophytum ornatum  Vyspělé rostliny.
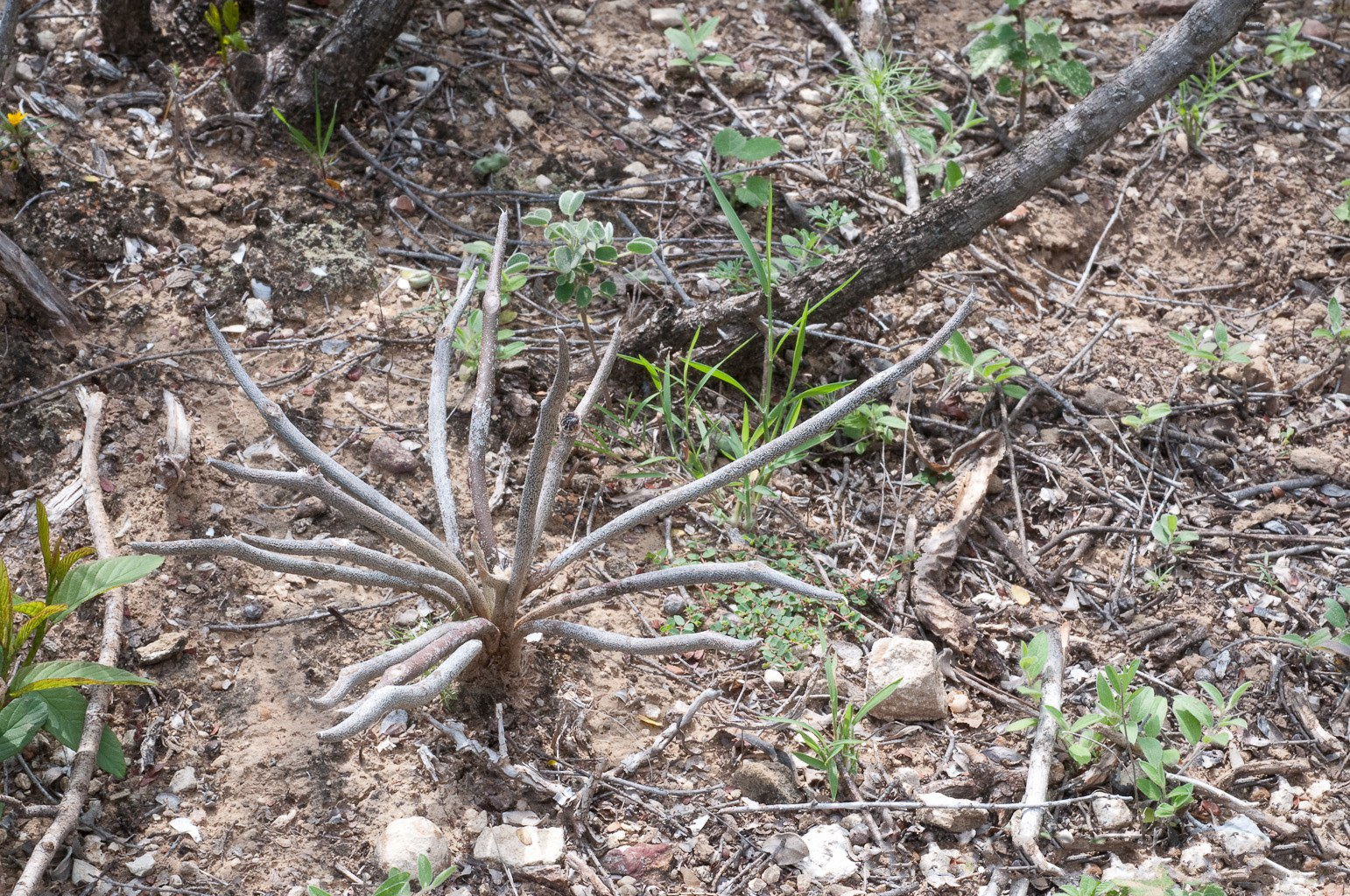
Astrophytum (Digitostigma) caput-medusae Rostlina na nalezišti.
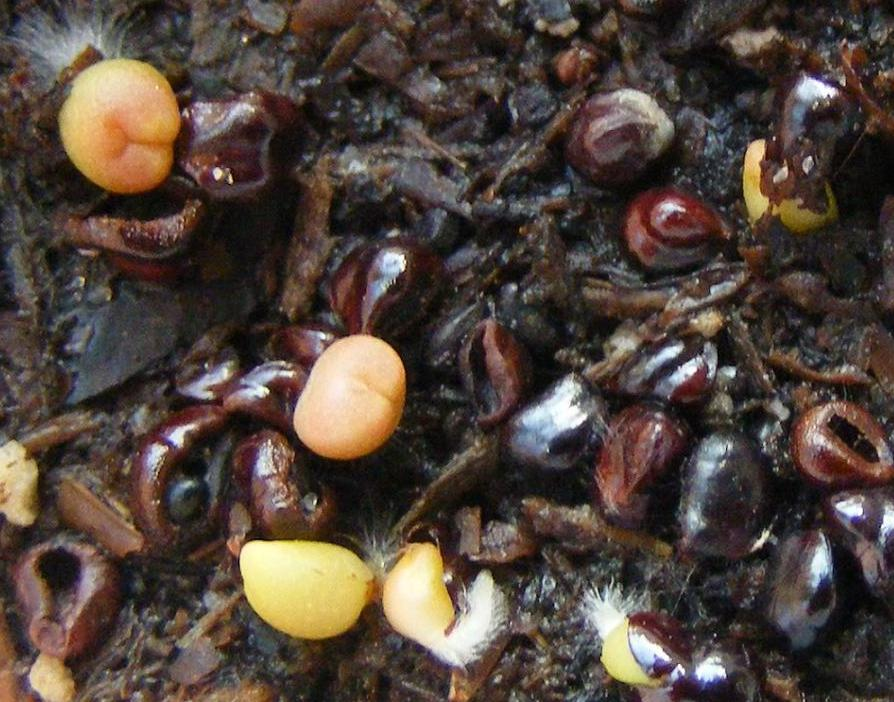
Klíčící miskovitá semena astrofyt.
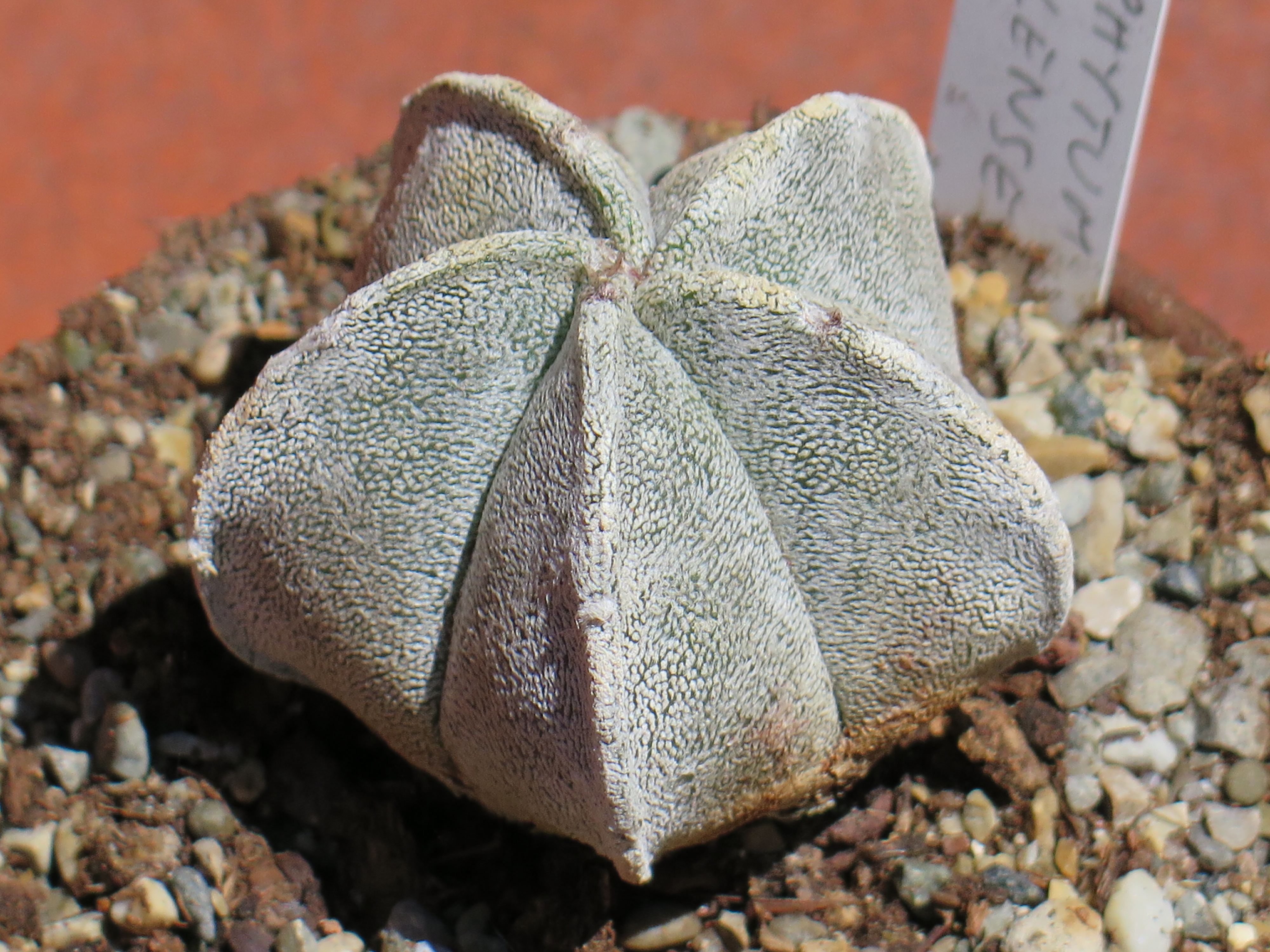
Astrophytum coahuilense.
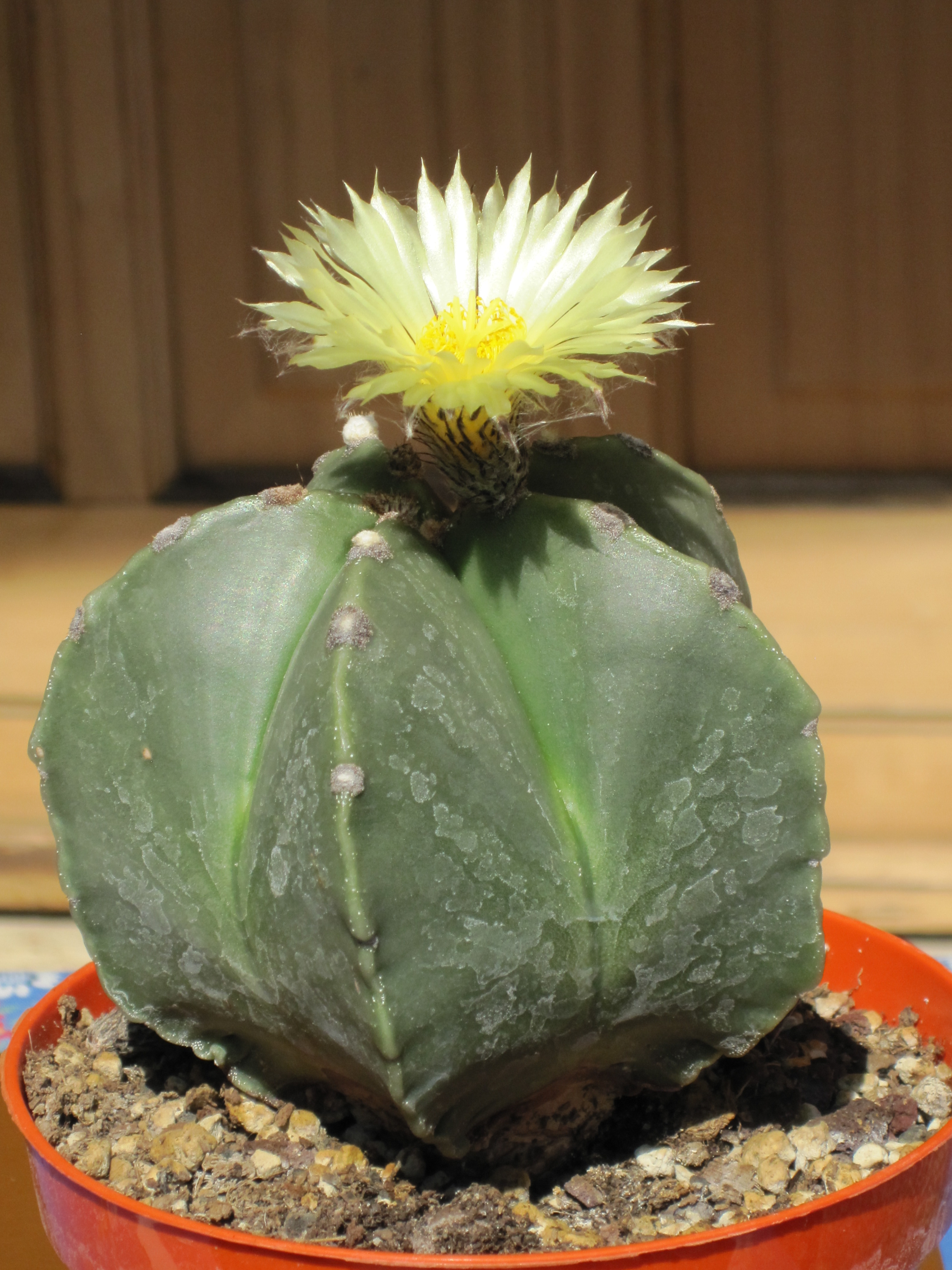
Astrophytum myriostigma nudum.
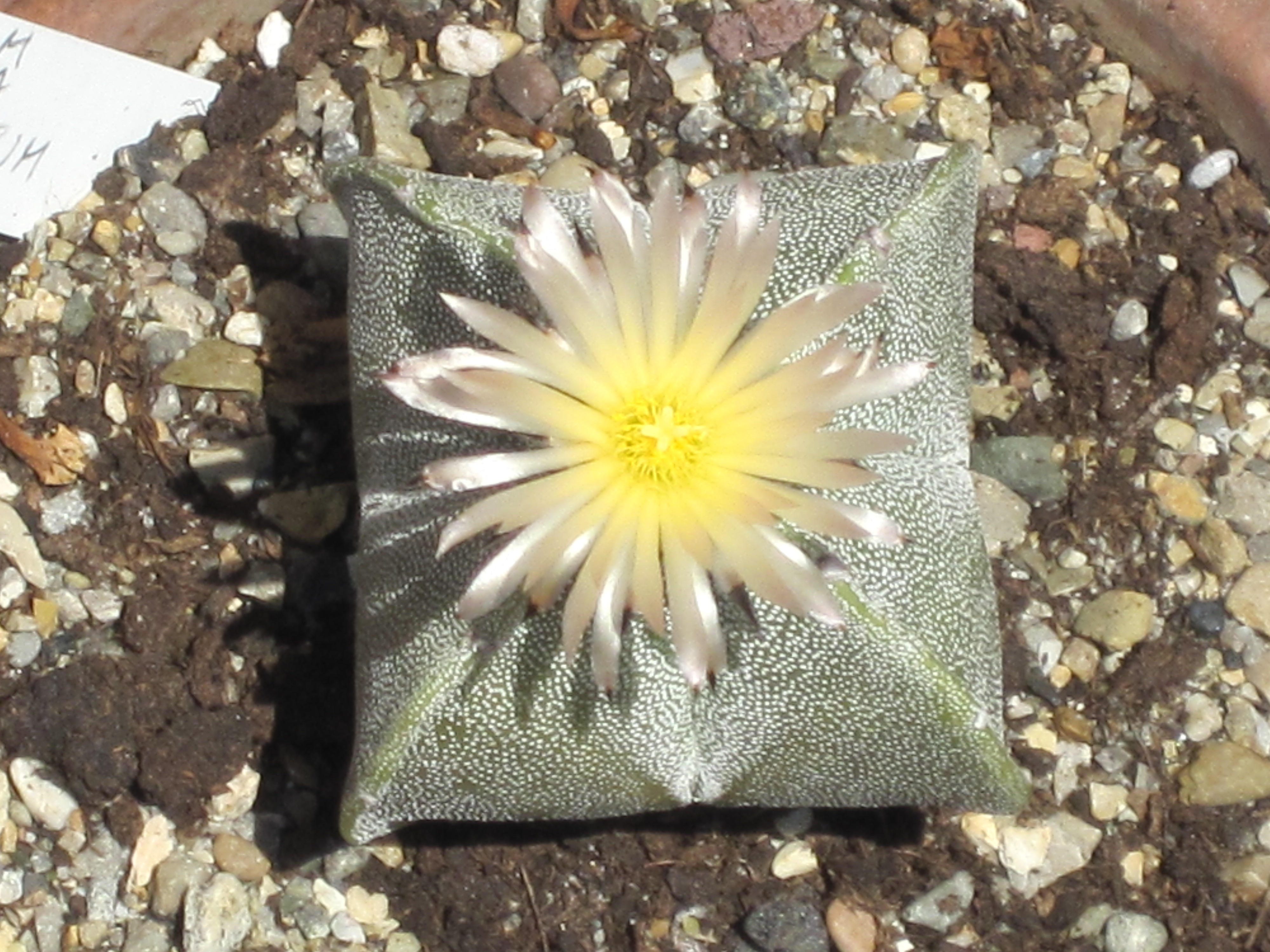
Astrophytum myriostigma var. quadricostatum
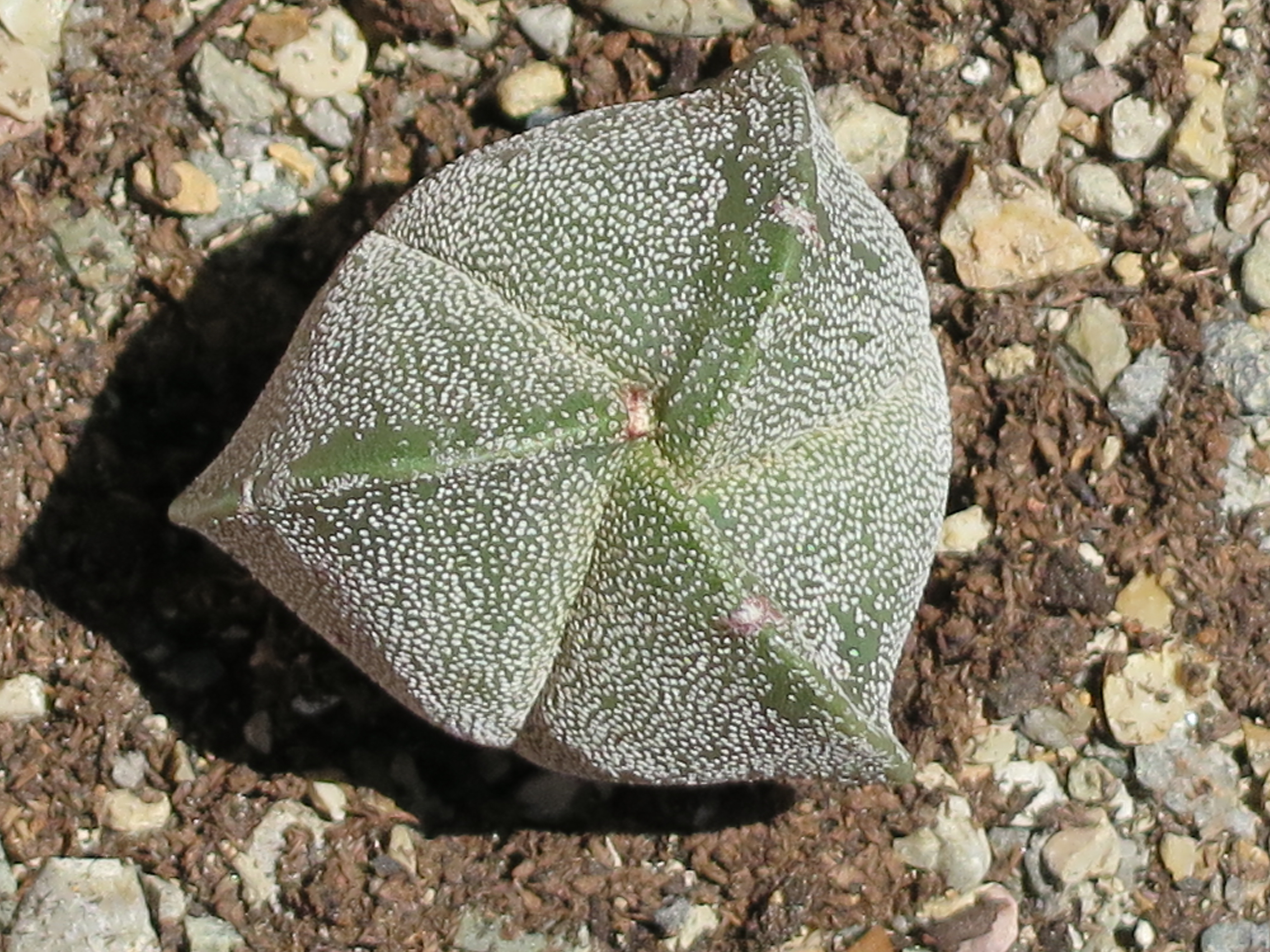
Astrophytum myriostigma var. tricostatum
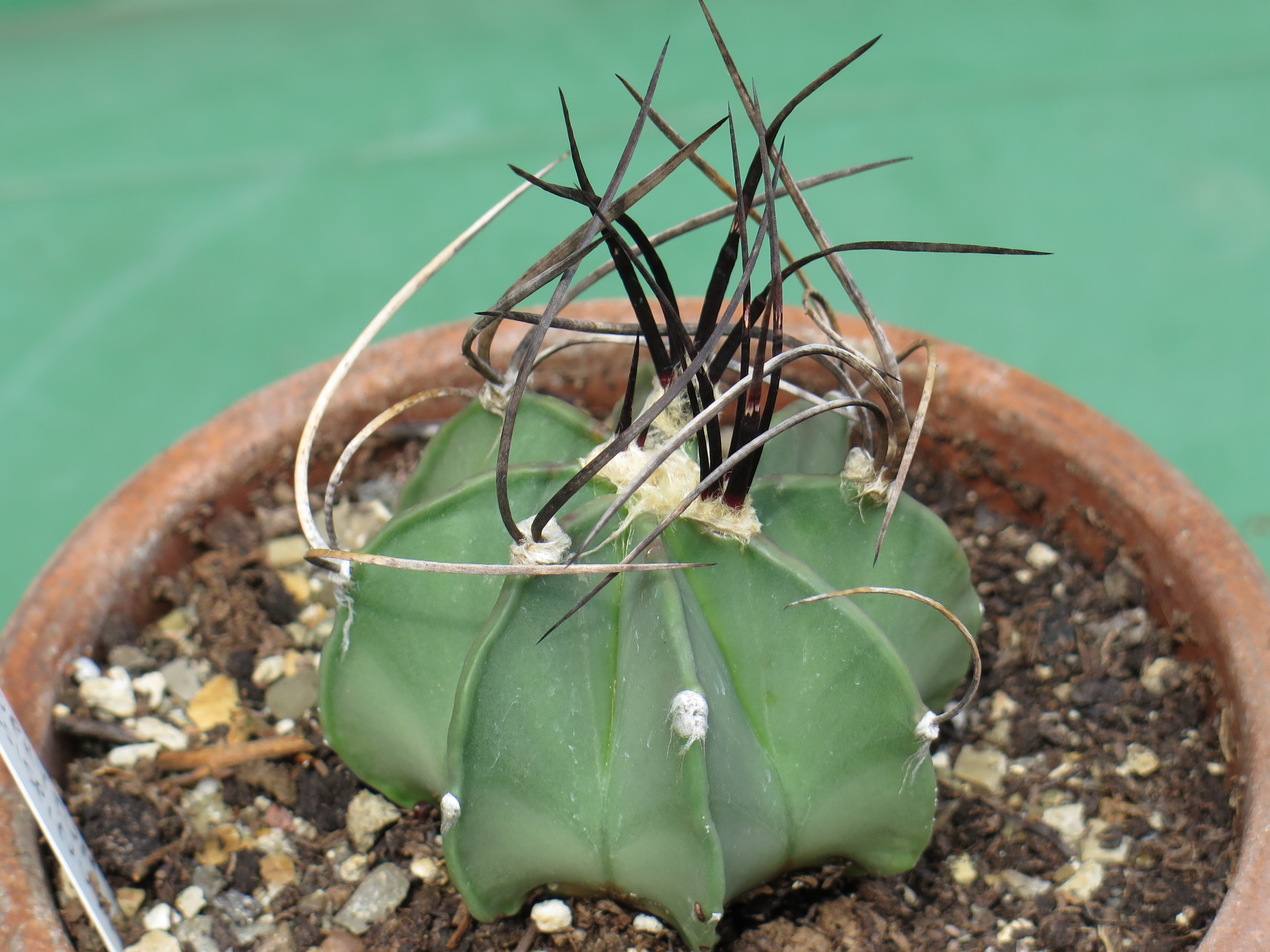
Astrophytum crassispinum.
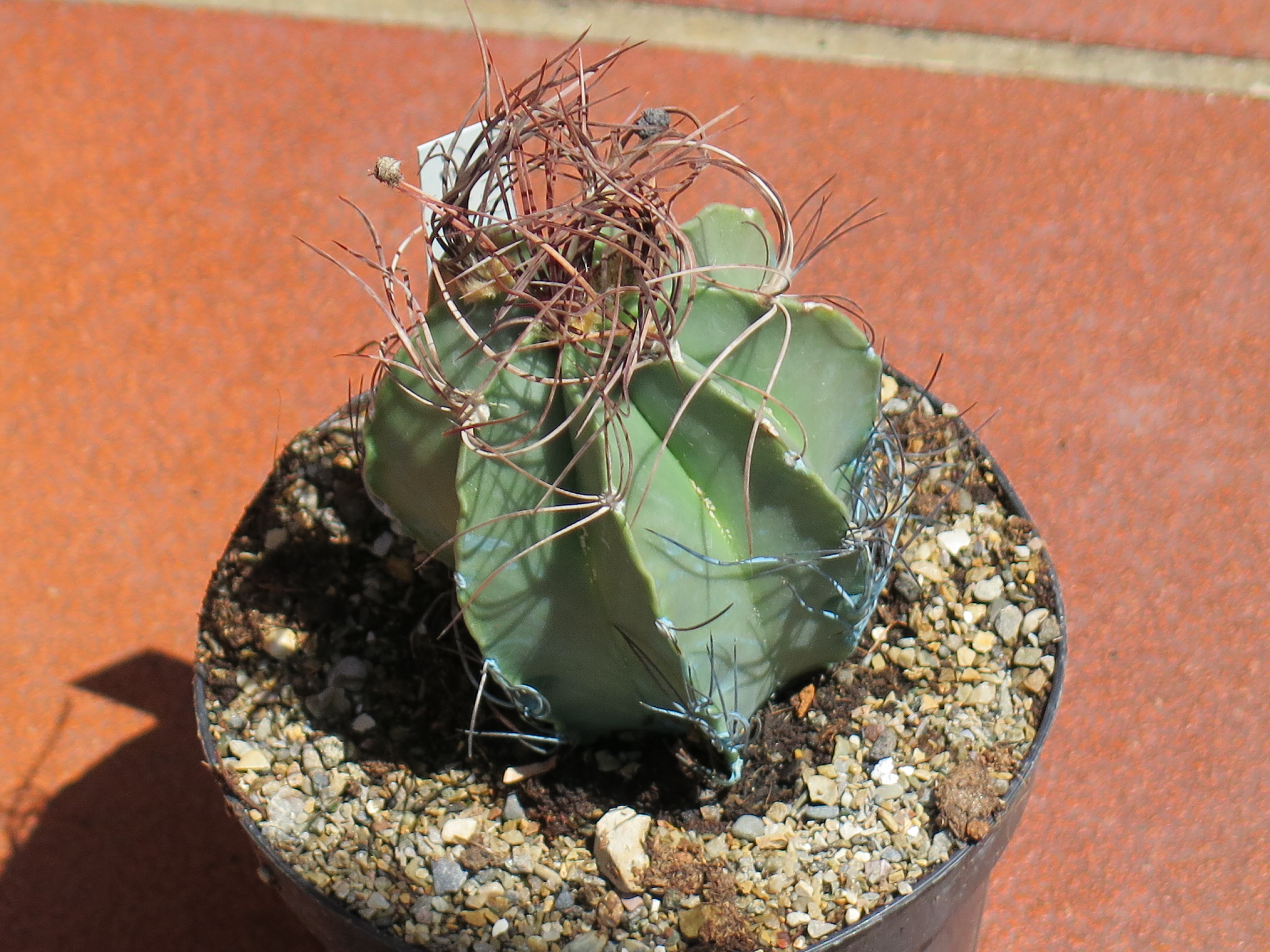
Astrophytum senile.